# Una vida pel tsar
Una vida pel tsar (rus: Жизнь за царя́, Jizn za tsarià) és una òpera en quatre actes i epíleg de Mikhaïl Glinka, amb llibret de Georg Fedorovitch von Rosen. A la Unió Soviètica se l'anomenava Ivan Sussanin (Ива́н Суса́нин). S'estrenà al Teatre Bolxoi Kamenny de Sant Petersburg el 9 de desembre de 1836. A Catalunya es va estrenar al Liceu de Barcelona el 12 de gener de 1969. Amb aquesta òpera es considera que el compositor va fundar l'òpera nacional russa.
El llibret rus original, basat en fets històrics, va ser escrit per Néstor Kúkolnik, Egor Fiodorovich (von) Rozen, Vladimir Sollogub i Vassili Jukovski. Es va estrenar el 27 de novembre de 1836 OS (9 de desembre de NS) al Teatre Bolxoi Kàmenni de Sant Petersburg. La base històrica de la trama implica Ivan Sussanin, un heroi patriòtic de principis del segle XVII que va morir en l'expulsió de l'exèrcit polonès invasor pel recentment elegit tsar Miquel de Rússia, el primer de la dinastia Romanov, elegit el 1613.
Una vida pel tsar narra el fet històric del 1613 del sacrifici de l'intrèpid camperol Ivan Sussanin per impedir que l'exèrcit polonès matés a Miquel I, primer tsar de la Dinastia Romànov que acabava de ser elegit als setze anys per l'Assemblea dels Boiars. Aquest esdeveniment es va grabar a la memòria popular durant segles i va reviure a la consciència del poble rus amb la Guerra Patriòtica de 1812. En l'òpera, els polonesos es representen com els enemics del poble rus, estimulant el fervor dels espectadors en contra del domini polonès que havia sotmès brutalment la regió només uns anys abans. Durant tota la representació, l'audiència va manifestar els seus instints més primaris, aixecant-se cada vegada que els polonesos maleïts entraven en escena.

## Origen i context
Miquel Glinka és reconegut com el precursor de l'escola nacionalista russa en l'àmbit de l'òpera, i les seves composicions van ser les primeres d'un compositor rus que van ser reconegudes més enllà de les fronteres de Rússia. Berlioz mostrava admiració per les seves composicions, mentre que Liszt les va emprar com a fonament per a diverses de les seves transcripcions per a piano. Durant el seu període d'aprenentatge amb una companyia d'òper, també va entrar en contacte amb les òperes de Rossini. Va viatjar a l'Europa occidental entre 1830 i 1833, i va continuar els estudis de música a Milà, on es va reunir amb Bellini i Donizetti, i una petita etapa a Berlín on va ser alumne del professor Siegfried Dehn. Glinka tornà a Sant Petersburg el 1834 per la mort del seu pare i es va casar el 1835. En aquell moment era un músic professional i cosmopolita, familiaritzat amb la música dels seus contemporanis, com Grétry, Méhul i Cherubini, així com Beethoven.
És en aquest moment pensa a compondre una gran obra, una òpera. Tot i que l'entorn que l'havia influït es centrava en la música italiana, les cerimònies litúrgiques de l'Església russa i els cants populars de la seva terra natal, ell buscava de manera obsessiva un llenguatge operístic que es pogués adaptar a les qualitats de l'ànima russa, fonamentat en un fet nacional.
El 1834, Glinka va contactar amb un grup literari en el qual es trobaven Puixkin i Gogol, per buscar un tempa per la seva òpera. La seva primera idea fou adaptar Marina roshcha, una història curta de Vassili Jukovski sobre el passat antic de Moscou. No obstant això, va ser el mateix Jukovski qui li va suggerir utilitzar la història d'Ivan Sussanin. Glinka va quedar entusiasmat i immediatament es va posar a compondre alhora que buscava un llibret acceptable. La col·laboració amb el mateix Jukovski, així com amb Sologub o Kukolnic, va ser infructuosa. Finalment, es va decidir per l'opció de Jegor Rosen (també conegut com Rozen o Baró Rozen).

### Història de la composició
La trama d'Una vida pel tsar s'havia utilitzat anteriorment el 1815, quan Catterino Cavos, un compositor italo-rus, havia escrit un singspiel en dos actes amb el mateix tema i títol. El títol original de l'òpera havia de ser Ivan Susanin, basat en l'heroi, però quan Nicolau I va assistir a un assaig, Glinka va canviar el títol a Una vida pel tsar com a gest d'agraïment. Aquest títol es va mantenir a l'⁣Imperi Rus.
L'any 1924, sota la nova administració soviètica, va aparèixer sota el títol Falç i martell, però aquella producció no va tenir èxit i va ser arxivada. El 26 de febrer de 1939 va reaparèixer sota el títol que Glinka havia triat originalment, Ivan Susanin.
Glinka i els escriptors amb els quals es va relacionar van triar Susanin, un heroi del nacionalisme rus ben adaptat a l'estat d'ànim de l'època. L'òpera va ser immediatament aclamada com un gran èxit, i es va convertir en l'obertura obligatòria de la temporada als teatres d'òpera russa imperial. Una vida pel tsar ocupa una posició important en el teatre musical rus com la primera òpera nativa a guanyar un lloc permanent al repertori. Va ser una de les primeres òperes russes que es va conèixer fora de Rússia.

### Historial de representacions
L'òpera es va estrenar el 27 de novembre de 1836 a Sant Petersburg dirigida per Catterino Cavos amb escenografia d'⁣Andreas Roller. Va ser seguida diversos anys més tard amb la seva estrena a Moscou el 7 de setembre de 1842 en una nova producció amb escenografies de Serkov i Shenyan.
|  |  |

L'òpera de Glinka va ser molt present durant les celebracions del tricentenari de Romànov el 1913. Es va representar en una gala al Teatre Mariïnski, escoles, regiments i companyies d'aficionats de tota la Rússia imperial van oferir representacions d'Una vida pel tsar. Els pamflets i la premsa van imprimir la història de Susanin "ad nauseam", i un diari va explicar com Susanin havia ensenyat a tots i cadascun dels soldats com complir el seu jurament al sobirà. La imatge del camperol del segle XVII apareix de manera destacada a la part inferior del Monument Romànov a Kostroma, on una personificació femenina de Rússia dona benediccions a una Susanin agenollada. A Kostroma, fins i tot es va presentar al tsar Nicolau II un grup de camperols Potemkin que afirmaven ser descendents de Susanin.

### Història de la publicació
- 1857, partitura piano-vocal, com Una vida pel tsar, Fiódor Stel·lovski, Sant Petersburg
- 1881, partitura completa, com Una vida pel tsar, Stel·lovski, Sant Petersburg
- 1907, nova edició de Rimski-Kórsakov i Glazunov, Mitrofan Beliàiev, Leipzig
- 1942, com Ivan Susanin, Muzgiz
- 1949, com Ivan Susanin, Muzgiz
- 1953, com Ivan Susanin, Muzgiz

## Influències
D'acord amb la formació europea de Glinka, gran part d'Una vida pel tsar es va estructurar segons els models convencionals italians i francesos de l'època. No obstant això, diversos passatges de l'òpera es basen en cançons populars russes o modismes melòdics populars que esdevenen una part plena de la textura musical.
El més important és que aquesta òpera va establir les bases de la sèrie d'òperes històriques nacionalistes russes que continuaria amb obres com Rogneda de Serov, Borís Godunov de Mussorgski, La donzella de Pskov de Rimski-Korsakov, L'Oprixnik o Mazeppa de Txaikovski, i El príncep Ígor de Borodin.

## Argument

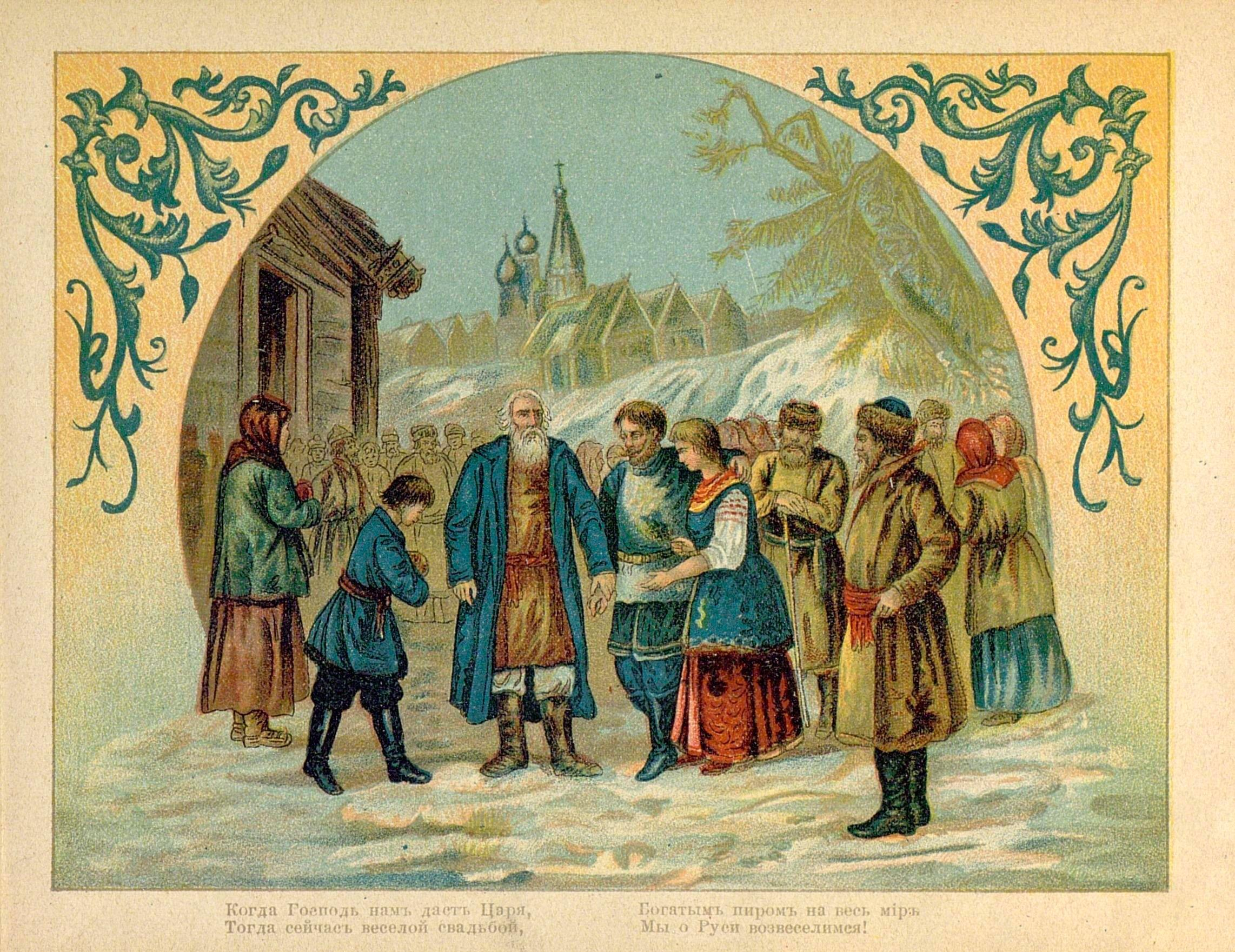
Moment de l'òpera, amb Sussanin

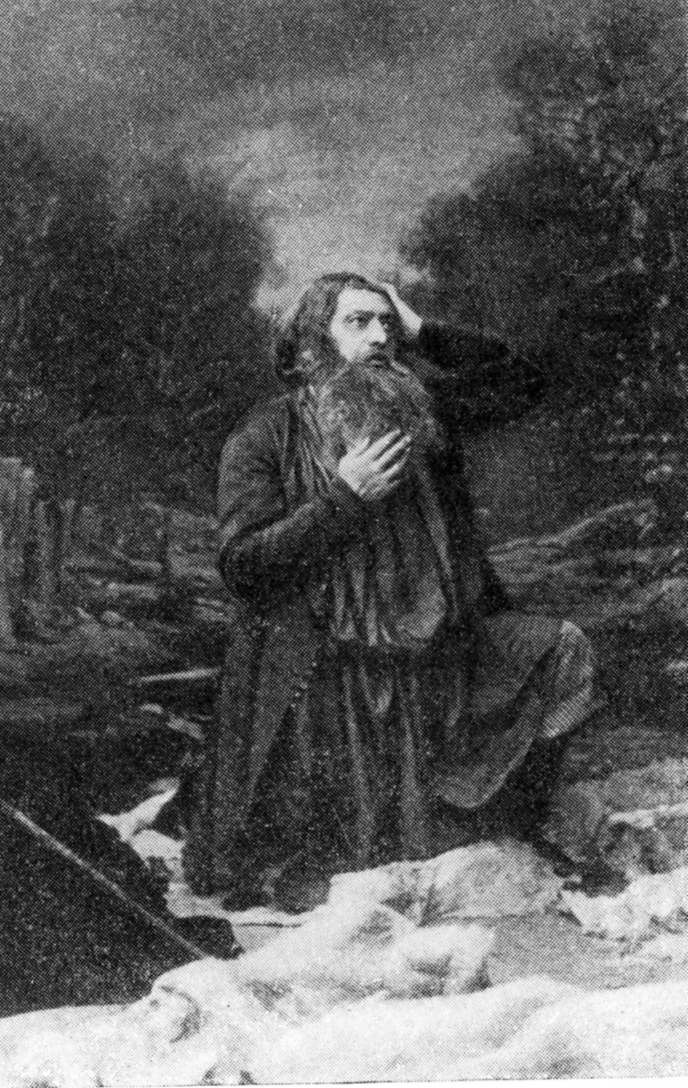
Osip Petrov com a Sussanin a l'estrena del 1836

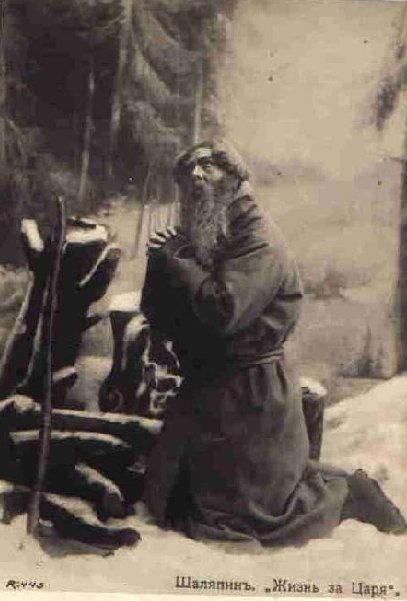
Fiódor Xaliapin com a Sussanin al voltant de 1900

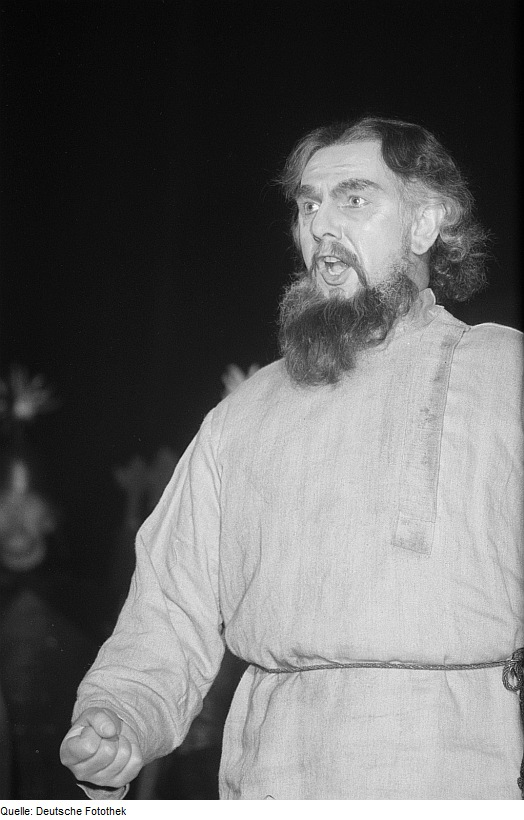
Hans Krämer com a Sussanin el 1953

### Acte I
Poble Domnino (Rússia)
Els habitants del poble rus de Domnino estan de festa, i celebren l'anunci del triomf del seu exèrcit sobre les forces poloneses. Antonida, filla d'Ivan Sussanin, té a més l'alegria de presumir que, havent-se acabat la guerra, el seu xicot Sobinin retornarà i així podrà celebrar-se molt aviat el matrimoni concertat entre ells.
Només lvan Sussanin està apartat de la gatzara popular, doncs, per un inexplicable pressentiment, tem que els polonesos reprenguin la lluita arribant fins i tot a amenaçar amb el seu exèrcit la gran ciutat de Moscou. Per aquesta raó desaprova la lleugeresa de la seva filla a manifestar-se tan alegre, fer plans tan desproveïts de realitat i l'exhorta a deixar el seu enllaç per millor època. Però les últimes notícies, de les que ha estat portador precisament Sobinin, fan creure que ha estat ja escollit el nou tsar, garantia de la seguretat de pau, i en saber-ho Sussanin se serena i, després de donar el seu consentiment a la seva filla per al casament, s'uneix a les expressions de goig general.

### Acte II
En un jardí davant del palau que ocupa el rei Segimon III de Polònia
Es troben reunits celebrant una festa d'oficials, nobles i dames. Reina el benestar i l'alegre diversió, exterioritzada per bulliciosos balls, que s'interrompen en arribar un missatger que anuncia que el seu exèrcit s'ha vist obligat a retirar-se precipitadament davant la força de les tropes enemigues i que els russos, aprofitant l'eufòria del triomf, han escollit un nou tsar. A la consternació general provocada per tan inesperades notícies, segueixen les manifestacions patriòtiques i el fervent desig d'una ràpida i segura revenja. Tot seguit els militars acorden organitzar una expedició bèl·lica per apoderar-se del nou tsar.

### Acte III
A casa d'Ivan Sussanin
Ivan explica a Vania, un orfe que va recollir i ha educat, els seus sentiments d'amor patri, als quals s'adhereix Vania, que diu que vol enrolar-se en les forces russes i morir per la pàtria si cal. Sussanin, la seva filla Antonida, el petit Vania i Sobinin reciten una pregària, i després Sobinin els deixa per anar a unir-se amb els seus companys de treball. De cop la casa es veu envaïda per un nombrós grup de soldats polonesos que exigeixen a Ivan Sussanin que els condueixi al lloc on hi ha el recentment nomenat tsar. Encara que Sussanin tracta d'oposar-se, en veure's seriosament amenaçat, fingeix estar d'acord amb el que li demanen, i calcula que millor que l'oberta resistència utilitzarà una hàbil trampa.
D'amagat, Sussanin aconsegueix encarregar a Vania d'avisar el tsar abans que apunti l'alba, mentre ell es cuida que els polonesos perdin temps conduint-los per senderes extraviats mitjançant el bosc veí. Sense pèrdua de temps, Vania surt a cavall per acomplir l'encàrrec de confiança que ha rebut. Abans de marxar Sussanin, amb els seus opressors, aconsella a la seva filla Antonida que no esperi el seu retorn per a la cerimònia de casament, mentre ella tracta de dissuadir-lo de la seva temerària empresa d'oposar-se amb astúcia al desig dels polonesos. Conduït pels soldats polonesos, Sussanin surt deixant sola la seva desconsolada filla.
Les amigues de la jove promesa venen a lliurar-li el vel nupcial que ha d'emprar en la feliç cerimònia anunciada. Poc després arriben els homes del poble, que han sabut de boca de Sobinin la forçada marxa de Sussanin amb els polonesos, comprometent-se a alliberar-lo del poder dels enemics de la pàtria.
Arriba a la porta del Monestir que alberga al tsar, el jove Vania, extenuat pel llarg i compromès viatge, ja que, mort de fatiga per la cavalcadura, va haver de fer a peu l'última part del trajecte; quan es refà una mica del seu cansament trasllada als soldats que es troben allà el missatge d'Ivan Sussanin.

### Acte IV
Al bosc
Els polonesos, sota la guia de Sussanin, avancen lentament, posseïts per la intensa fatiga que els ha produït tan llarga caminada. Decideixen fer un descans, encenen foc i a la seva empara s'adormen. Ivan Sussanin aprofita aquell descans per recapitular el que de forma tan impensada li ha passat, pensa nostàlgicament a la seva estimada família que aviat perdrà el seu empar i protecció, ja que no dubta que els seus enemics, quan s'adonin de la burla a què els ha sotmès per salvaguardar la vida del seu sobirà, acabaran amb ell, es refugia en l'oració que el conforta en aquella tràgica situació.
Apunta el dia i la tempesta desperta als polonesos, que comencen a desconfiar de Sussanin i l'increpen perquè compleixi el que li van exigir, i sovintegen les amenaces i els insults. A tots ells valentament planta cara Sussanin, que, en comprovar que ja s'ha aixecat el dia calculant que ja haurà arribat el seu missatge al tsar, no té inconvenient a revelar-los la veritat del seu comportament i els seus clars sentiments patriòtics i d'afecció al seu legítim tsar. En assabentar-se del que tan francament proclama Sussanin, l'ataquen furiosament fins a aconseguir la seva mort.

### Epíleg
Plaça del Kremlin a Moscou
Els habitants de la ciutat fan vots per la salvació i llarga vida del tsar. Arriba fins allà el jove sobirà, encarnació de la pàtria perseguida, que davant de Sobinin, Antonida i Vania ressalta l'heroisme de Sussanin i és aclamat amb cants triomfals i himnes en comprendre que d'ell depèn la felicitat de la gran Rússia.

## Enregistraments
- 1947, Aleksander Melik-Pasheyev (director), Orquestra i Cor del Teatre Bolxoi, Maksim Mikhaylov (Sussanin), Nataliya Shpiller (Antonida), Georgiy Nelepp (Sobinin), Yelizaveta Antonova (Vanya), Fyodor Svetlanov (Segimon, rei de Polònia), Sergey Khosson (Soldat rus), Ivan Skobtsov (Missatger polonès)
- 1955, Oscar Danon (director), Cor de l'exèrcit iugoslau i Orquestra de l'Òpera Nacional, Belgrad; Miroslav Čangalović (Sussanin); Maria Glavachevich (Antonida); Militza Miladinovich (Vanya); Drago Startz (Sobinin). Decca LP set, no. LXT5173-6. Data de realització setembre i octubre 1955.[13]
- 1957, Ígor Markévitx (director), Artistes et Choeurs de l'Opera de Belgrade (Chef des Choeurs: Oscar Danon); Orchestre de l'Association des Concerts Lamoureux; Boris Christoff (Sussanin); Teresa Stich-Randall (Antonida); Nicolai Gedda (Sobinin); Mela Bugarinovitch (Vania). Enregistrat a París del 26 de novembre fins al 18 de desembre de 1957.
- 1986, Ivan Marinov (director), Orquestra i Cor de l'Òpera Nacional de Sofia; Nicola Ghiuselev (Sussanin), Elena Stoyanova (Antonida), Cristina Angelakova (Vanya), Roumen Doikov (Sobinin), Dimiter Stanchev, Angel Petkov.
- 1989, Emil Tchakarov (director), Cor de l'Òpera Nacional de Sofia; Orquestra Festival de Sofia; Boris Martinovich (Sussanin); Alexandrina Pendachanska (Antonida); Chris Merritt (Sobinin); Stefania Toczyska (Vanya); Stoil Georgiev (Commander of the Polish detachment); Mincho Popov (Missatger polonès).
- 1992, Alexander Lazarev (director), Orquestra i Cor del Teatre Bolxoi, Evgeny Nesterenko (Sussanin), Marina Mescheriakova (Antonida), Alexander Lomonosov (Sobinin), Elena Zaremba (Vanya), Boris Bezhko (Polish Voivode). Kultur/NVC Arts DVD[14]